# Alchemilla grandidens
Alchemilla grandidens är en rosväxtart som beskrevs av Sergei Vasilievich Juzepczuk. Alchemilla grandidens ingår i släktet daggkåpor, och familjen rosväxter. Inga underarter finns listade i Catalogue of Life.